# Slivnik
Slivnik (en macédonien Сливник) est un village du centre de la Macédoine du Nord, situé dans la municipalité de Vélès. Le village comptait 444 habitants en 2002.

## Démographie
Lors du recensement de 2002, le village comptait :
- Albanais : 443
- Autres : 1